# 凤凰岛
凤凰岛，位于中国海南省三亚市三亚湾海域的一座人工岛，建于一座礁盘上，全长约1250米，宽约350米，通过约395米长的海上观光大桥与三亚市中心城区相连，面积547.5亩（36.5万平米）。人工岛总体投资超过百亿，整个项目包含一栋超星级酒店（国际会议中心）、国际养生度假中心、商务别墅会所、海上风情商业街、国际游艇会、奥运主题广场和凤凰岛国际邮轮港。

## 环境与贪腐问题
凤凰岛是一个人工填海造岛项目，在一期完成填海工程后，附近海岸线出现了沙滩退化现象，三亚市政府曾请专家团队调研，发现是凤凰岛一期项目造成水流变化，导致岸线侵蚀。在凤凰岛二期立项讨论时，不少干部因此提出了反对意见。时任三亚市原市长王勇没有如实向海南省海洋部门通报凤凰岛一期造成的生态问题，致使二期项目海域使用权顺利获批；又授意三亚市规划局违规出具选址规划意见，让项目得以通过立项审批；两次召开专题会议，要求特事特办、加快推进，使得凤凰岛二期项目于2014年4月启动，2016年主体填海完成。
2017年7月，中央生态环境保护督察组发现三亚凤凰岛二期项目严重破坏生态环境，点名批评并责令整改。2018年，童道驰被任命为海南省委常委、三亚市委书记，正值中央要求对凤凰岛进行整改之际，但他不按要求执行经评估论证的包括拆除凤凰岛连廊在内的组合方案，而是擅自拿出了一个仅采用“三亚河口清淤、拓宽河口”措施的替代方案，多次在公开场合提出要积极向上级争取不拆除连廊，要“保留凤凰岛的完整性”。2020年，经过先后三轮督察，凤凰岛二期项目整改工作却一直停滞不前。调查发现，有的党员领导干部仍然舍不得放弃以生态环境为代价的发展模式，个别人还与相关企业存在利益勾连，导致贯彻落实党中央重大决策部署打折扣、搞变通，致使人民群众获得感受到严重损害。2020年7月，生态环境部到凤凰岛调研督察，而童道驰竟还在授意下属重点介绍替代方案。童道驰落马后，凤凰岛二期项目全部拆除完成，环境修复工作也在展开。

## 逸聞
- 2008年夏季奥林匹克运动会火炬接力中国境内传递的第一棒即在凤凰岛开始。
- 2013年作為央視八套大型軍事連續劇艦在亞丁灣的拍攝外景。

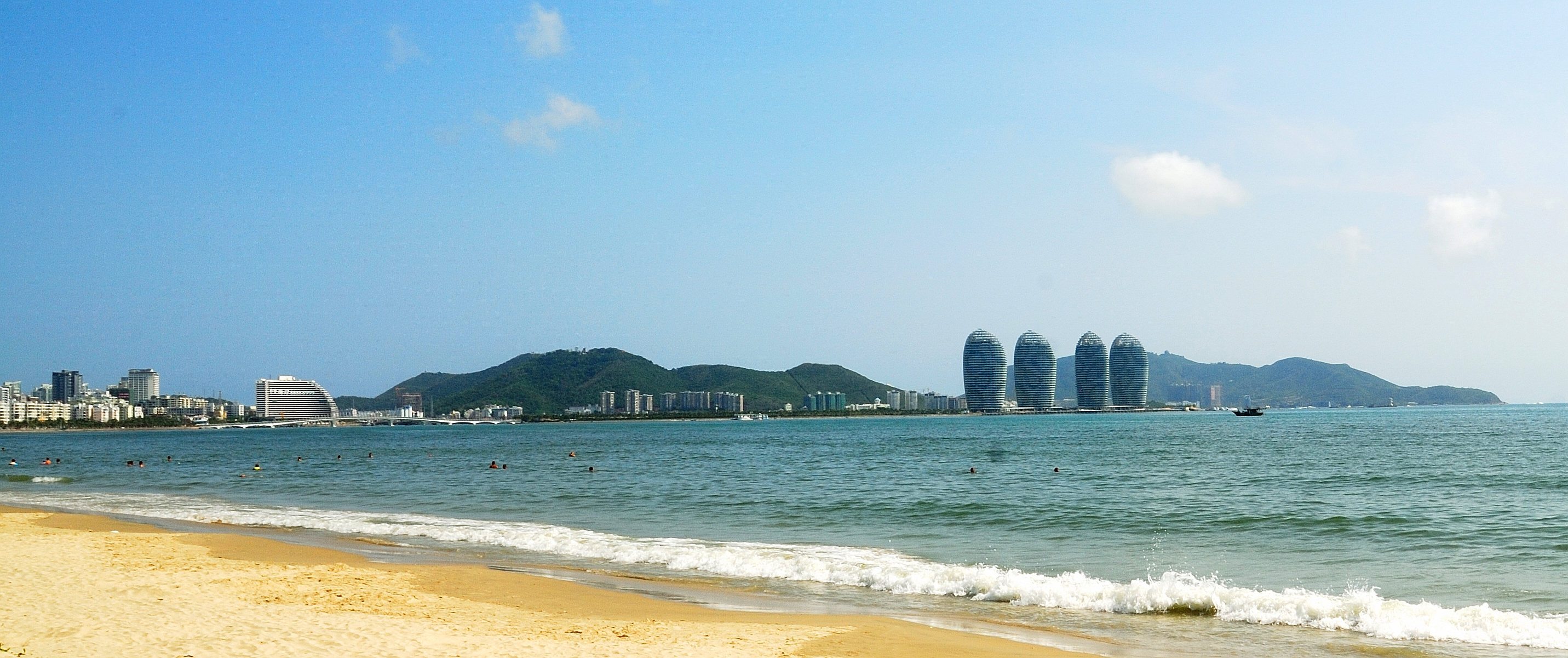
三亞海灘
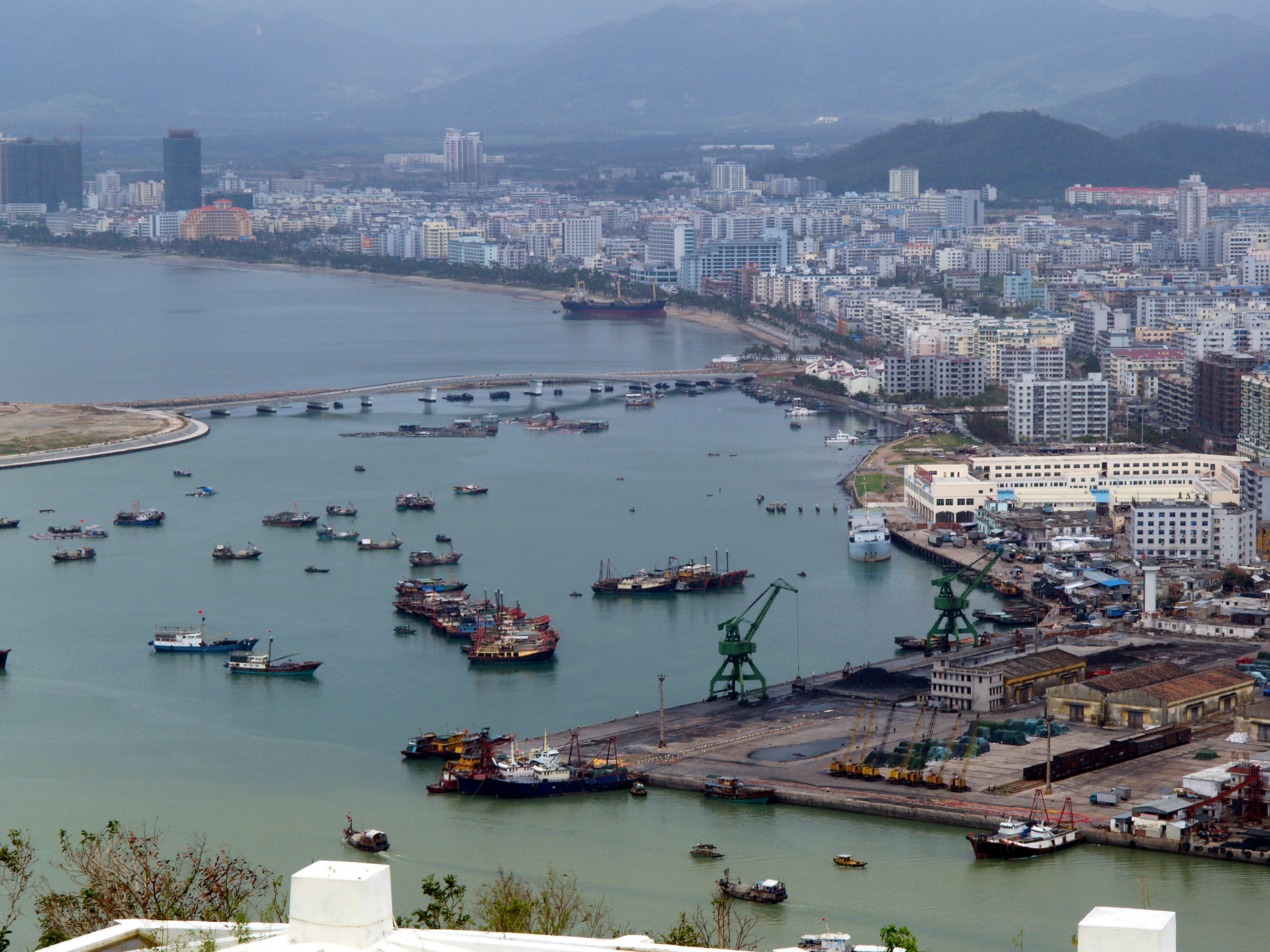
由鳳凰島高樓看三亞港
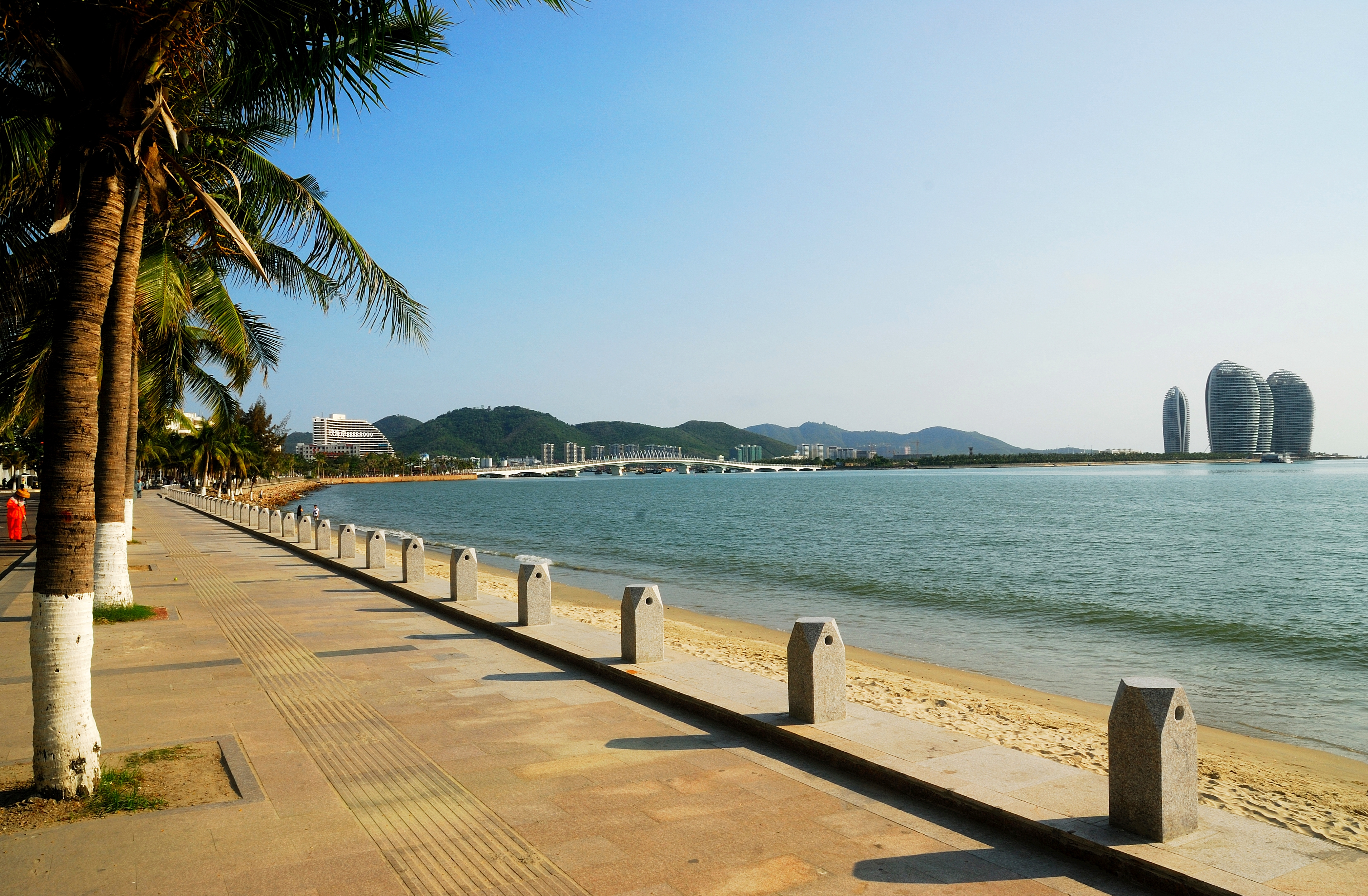
通往鳳凰島的陸橋
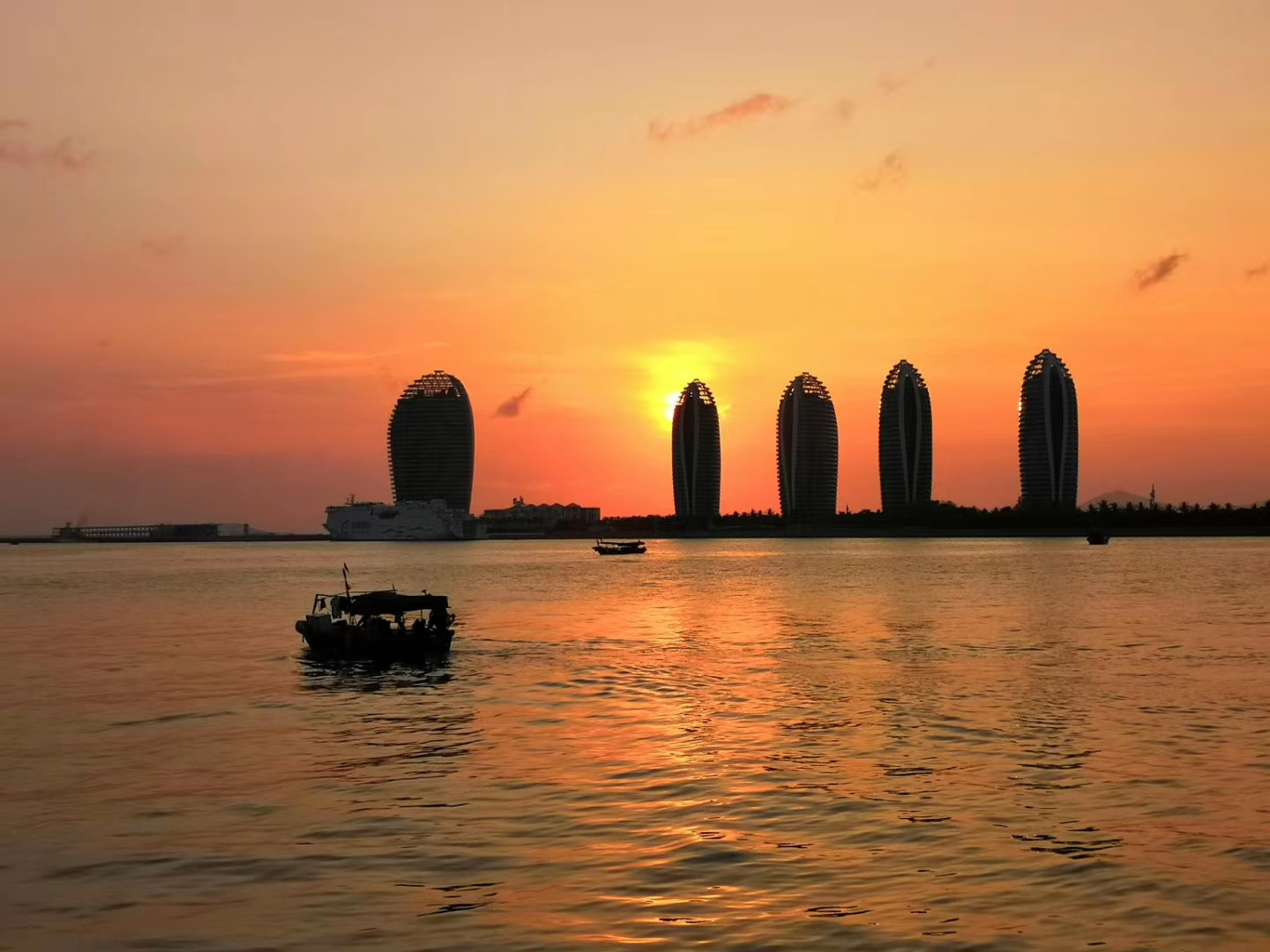
鳳凰島的日落